# August Friedrich Müller

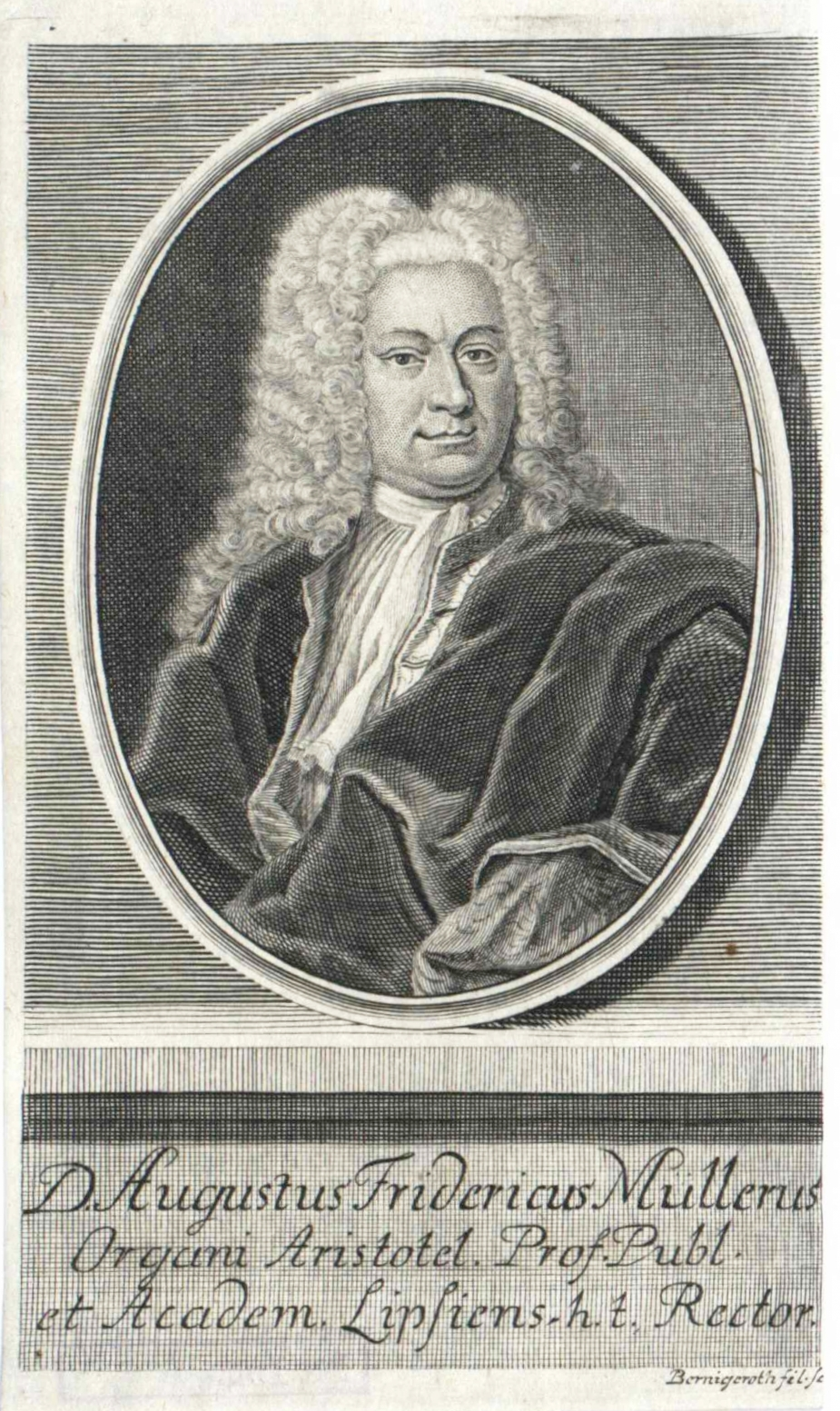
Friedrich August Müller

August Friedrich Müller (* 15. Dezember 1684 in Obergräfenhain; † 1. Mai 1761 in Leipzig) war ein deutscher Rechtswissenschaftler und Logiker.

## Leben
August Friedrich war der Sohn des Johann Adam Müller und dessen Frau Johanne Susanne, Tochter des Apothekers in Rochlitz Johann Fromhold. Durch seinen Vater vorgebildet, besuchte er 1697 die Fürstenschule in Grimma und studierte seit 1703 an der Universität Leipzig. Hier absolvierte er anfangs ein Studium der philosophischen Wissenschaften, wobei Andreas Rüdiger (1673–1731) sein bedeutendster Lehrer war. Nebenher wandte er sich den Rechtswissenschaften unter Gottlieb Gerhard Titius (1661–1714) zu.
1707 erwarb er den akademischen Grad eines Magisters in Leipzig und richtete sich dort eine philosophische Schule ein, die gut frequentiert wurde. Nach einem Aufenthalt an der Universität Erfurt, wo er am 8. Oktober 1714 zum Doktor der Rechtswissenschaften promovierte, kehrte er nach Leipzig zurück, wo er auch Vorlesungen über die Rechtswissenschaften hielt. Da man fürchtete, der für seinen verständlichen Vortrag bekannte Lehrer werde eine ihm angebotene Stelle an der Universität Halle annehmen, wurde er am 19. Oktober 1731 als außerordentlicher Professor der Philosophie an die Leipziger Hochschule gebunden und 1732 ordentlicher Professor der Logik.
Zur Feier seines Namenstags am 3. August 1725 führte das Leipziger studentische Collegium Musicum die dafür von Christian Friedrich Henrici gedichtete und von Johann Sebastian Bach komponierte Kantate Zerreißet, zersprenget, zertrümmert die Gruft auf.
Am 20. September 1735 wurde Müller Kollegiat am kleinen Fürstenkollegium, war Decemvir der Hochschule und beteiligte sich auch an den organisatorischen Aufgaben der Leipziger Hochschule. So war er mehrmals Dekan der philosophischen Fakultät, Prokanzler sowie in den Wintersemestern 1733, 1743 und 1757 Rektor der Alma Mater.

## Werke
- Diss. de arte loquendi. Leipzig 1708
- Diss. inaug. de rationibus legum investigandis; ad L. 20. 21 D. de LL. Erfurt 1714
- Diss. de fictionum iuris Romani usu antiquo, non-usu hodierno. Leipzig 1715
- Balthasar Gracians Oracul, das man mit sich führen, und stets bey der hand haben kan. Das ist; Kunst-Regeln der Klugheit/ vormahls von Mr. Amelot de la Houssaye unter dem titel, L’Homme de Cour ins Französische, anietzo aber Aus dem Spanischen Original/ welches durch und durch hinzu gefüget worden, ins Deutsche übersetzet, mit neuen Anmerckungen/ In welchen die maximen des Autoris aus den Principiis der Sitten-lehre (!) erklähret und beurtheilet werden. Caspar Jakob Eyssel, Leipzig 1715 (Digitalisat auf HathiTrust’s digital library); zweite Auflage 1733 (Digitalisat auf Google Books).
- Einleitung in die philosophischen Wissenschaften. 3. Bde. Leipzig 1728, 2. Auflage Leipzig 1733 (Digitalisat Erster Teil);(Digitalisat Zweiter Teil); (Digitalisat Dritter Teil)
- Progr. inaug. sub aufpiciis Professionis philosophiae extraord. Leipzig 1731
- Progr. inaug. cum Professionem Organi Aristotelici capesseret. Leipzig 1732
- Einleitung in die philosophischen Wissenschaften. 2. Aufl. 3 in 6 Bänden. Leipzig 1733 (Reprint mit einem Nachwort von Kay Zenker. Hildesheim/New York Zürich 2008)
- Diss. pro loco in facultate philosophica obtinendo de emigratione religionis caussa suscipienda. Leipzig 1732
- Progr. de argumentatione dialectica Aristoteli usitata. Leipzig 1736
- Progr. de Stoicorum Paradoxis. Leipzig 1736
- Progr. de notione legis. Leipzig 1740
- Progr. de successione hereditaria ex iure naturali. Leipzig 1743 Continuatio. Leipzig 1743
- Progr. de praemiis viris strennis a Platone decretis. Leipzig 1744
- Progr. de usucapione et praescriptione longi temporis ex principiis naturalibus. Leipzig 1744
- Progr. I et II de principio contradictionis. Leipzig 1746
- Progr. I et II de origine civitatum. Leipzig 1750
- Progr. de lectione librorum docta. Leipzig 1752
- Progr. de perceptione clara et distincta. Leipzig 1754
- Progr. I et II de notione legis naturalis detracta utilitatis ratione concepta. Leipzig 1758
- Progr. de libertate naturali et imperii humani limitibus. Leipzig 1760